# Donald Hodge
Donald Jerome Hodge (nacido el 25 de febrero de 1969 en Washington D. C.)  es un exjugador de baloncesto estadounidense que jugó cinco temporadas en la NBA, y una más en Bélgica. Con 2,13 metros de estatura, lo hacía en la posición de pívot.

## Trayectoria deportiva

### Universidad
Tras haber disputado en 1998 el prestigioso McDonald's All American Game, jugó durante dos temporadas en los Owls de la Universidad de Temple, en las que promedió 13,3 puntos y 7,5 rebotes por partido. En 1990 ganó junto con su equipo el Torneo de la Atlantic Ten Conference, derrotando en la final a la Universidad de Massachusetts, y fue incluido en el mejor quinteto de la competición, tras promediar 11,0 puntos y 10,3 rebotes.

### Profesional
Fue elegido en la trigésimo tercera posición del Draft de la NBA de 1991 por Dallas Mavericks, con los que formó pir una temporada. Allí compartió las labores de pívot con Herb Williams y James Donaldson, siendo titular en 27 partidos, y promediando 8,4 puntos y 5,4 rebotes. Completó 7 doble-dobles a lo largo de la temporada, cuajando su mejor partido ante Sacramento Kings, en el que consiguió 24 puntos y 14 rebotes.
Al término de la temporada renovó por cuatro años más, pero la adquisición de Sean Rooks en el draft de 1992 le restó tiempo en pista y protagonismo, pasando a jugar poco más de 8 minutos por partido en la temporada 1993-94 y bajando sus estadísticas hasta los 2,7 puntos y 1,9 rebotes.
A pesar de ello siguió formando parte de la plantilla de los Mavs en la temporada 1995-96, pero se perdió los tres primeros meses de competición por lesión, y solo disputó 11 partidos en los que apenas promedió 1,2 puntos y 1,5 rebotes, antes de ser despedido. Dos semanas después, en el mes de marzo ficha como agente libre por Charlotte Hornets, pero solo llega a jugar dos minutos repartidos en dos partidos, en los que no anotó ni un solo punto.
Tras dos temporadas inactivo regresa a la competición fichando por los Fort Wayne Fury de la CBA, pero las lesiones le hacen perderse casi toda la temporada. En 1999 ficha por el TMC Wevelgem de Bélgica, pero solo disputa un partido, siendo despedido por su baja condición física.

## Estadísticas de su carrera en la NBA

### Temporada regular
| Temporada | Edad | Equipo            | Liga | P   | TIT | MIN  | TC  | TCA | %TC  | 3P  | 3PA | %3P  | TL  | TLA | %TL  | R.OF. | R.DEF. | REB | ASIS | ROB | TAP | PER | FP  | PTS |
| 1991-92   | 22   | Dallas Mavericks  | NBA  | 51  | 27  | 20.7 | 3.2 | 6.4 | .497 | 0.0 | 0.0 |      | 2.0 | 2.9 | .667 | 2.3   | 3.1    | 5.4 | 0.8  | 0.5 | 0.5 | 1.5 | 2.5 | 8.4 |
| 1992-93   | 23   | Dallas Mavericks  | NBA  | 79  | 8   | 16.0 | 2.0 | 5.1 | .403 | 0.0 | 0.0 |      | 0.9 | 1.3 | .683 | 1.2   | 2.5    | 3.7 | 0.9  | 0.4 | 0.5 | 1.1 | 2.6 | 5.0 |
| 1993-94   | 24   | Dallas Mavericks  | NBA  | 50  | 0   | 8.6  | 0.9 | 2.0 | .455 | 0.0 | 0.0 |      | 0.9 | 1.0 | .846 | 0.9   | 1.0    | 1.9 | 0.6  | 0.3 | 0.3 | 0.6 | 1.3 | 2.7 |
| 1994-95   | 25   | Dallas Mavericks  | NBA  | 54  | 0   | 11.7 | 1.5 | 3.8 | .407 | 0.1 | 0.3 | .286 | 0.7 | 0.9 | .765 | 0.7   | 1.5    | 2.3 | 0.8  | 0.2 | 0.3 | 0.7 | 2.0 | 3.9 |
| 1995-96   | 26   | TOTAL             | NBA  | 15  | 0   | 7.7  | 0.6 | 1.6 | .375 | 0.0 | 0.0 |      | 0.0 | 0.0 |      | 0.6   | 0.9    | 1.5 | 0.3  | 0.1 | 0.5 | 0.1 | 1.7 | 1.2 |
| 1995-96   | 26   | Dallas Mavericks  | NBA  | 13  | 0   | 8.7  | 0.7 | 1.8 | .375 | 0.0 | 0.0 |      | 0.0 | 0.0 |      | 0.7   | 1.0    | 1.7 | 0.3  | 0.1 | 0.6 | 0.2 | 2.0 | 1.4 |
| 1995-96   | 26   | Charlotte Hornets | NBA  | 2   | 0   | 1.0  | 0.0 | 0.0 |      | 0.0 | 0.0 |      | 0.0 | 0.0 |      | 0.0   | 0.5    | 0.5 | 0.0  | 0.0 | 0.0 | 0.0 | 0.0 | 0.0 |
| Total     |      |                   | NBA  | 249 | 35  | 14.1 | 1.9 | 4.2 | .437 | 0.0 | 0.1 | .286 | 1.0 | 1.4 | .711 | 1.2   | 2.0    | 3.2 | 0.8  | 0.3 | 0.4 | 0.9 | 2.1 | 4.7 |